# 邓暠
邓暠，隋朝至唐朝初年将领。
南陈桂州刺史钱季卿、南康国内史柳璇、西衡州刺史邓暠、阳山郡太守毛爽等前后拜诣周法尚降隋。大业十二年（616年），虎贲郎将罗艺割据涿郡，柳城、怀远都归附了罗艺。罗艺废黜柳城郡太守杨林甫，改郡为营州，任命襄平郡太守邓暠为营州总管，罗艺自称幽州总管。隋朝右武卫大将军李景守卫北平郡，高开道围北平，一年多不能攻陷。辽西郡太守邓暠领兵救援，李景带领部下迁到柳城，后来准备回幽州，在路上被强盗杀死。高开道于是攻取了北平郡、渔阳郡，自称燕王，改年号为始兴，都城设在渔阳。武德元年（618年）十二月，邓暠以柳城郡、北平郡二郡降唐。唐高祖封邓暠为营州总管。武德二年（619年）三月二十三日，营州总管邓暠率军击败高开道。